# Estádio Antonio Gomes Martins
Estádio Antonio Gomes Martins – stadion piłkarski w Barretos, São Paulo (stan), Brazylia, na którym swoje mecze rozgrywa klub Barretos Esporte Clube.